# Лихвинцев, Лев Александрович
Лев Александрович Лихвинцев (18 августа 1913, Санкт-Петербург — 13 октября 1973) — советский футболист, вратарь. Мастер спорта СССР.
Воспитанник команды завода «Красный выборжец». Играл за ленинградские команды «Красная заря» (1934—1936), «Динамо» (1938—1939), «Авангард» (1940), «Спартак» (1946). В чемпионате СССР провёл 21 игру. Член сборных ЛОСПС и Ленинграда (1934—1937). Обладатель Кубка Балтфлота.
В годы Великой Отечественной войны воевал на Балтийском море. Награждён орденом Красной Звезды, медалями.
Тренировал ЛГС «Трудовые резервы». Был членом тренерского совета городской федерации футбола.
Скончался в 1973 году на 61-м году жизни. Похоронен на Серафимовском кладбище.